# Переток (Житомирская область)
Переток (укр. Перетік) — село на Украине, находится в Любарском районе Житомирской области.
Код КОАТУУ — 1823183203. Население по переписи 2001 года составляет 180 человек. Почтовый индекс — 13124. Телефонный код — 4147. Занимает площадь 5,428 км².
Село находится в непосредственной близости от райцентра (4 км), газифицировано. С двух сторон окружено лесом, есть несколько природных водоёмов. Есть медпункт, клуб, магазин с товарами первой необходимости.

## Адрес местного совета
13124, Житомирская обл., Любарский р-н, с. Глезно, ул. Центральная, 1; тел. 9-57-31.